# Banco Central de Cuba
Die Banco Central de Cuba (BCC) ist die Zentralbank von Kuba. Sie wurde am 28. Mai 1997 vom Staatsrat mit dem Dekret Nr. 172 geschaffen, um die bis dahin von ihrem Vorgänger, der Banco Nacional de Cuba, ausgeübten Funktionen aufzuteilen. Die Banco Nacional de Cuba wurde 1948 mit Mitteln des Staates und des kubanischen Finanzsektors gegründet. Nach der Umstrukturierung in den Jahren 1961, 1966, 1975 und 1984 wurde sie ausschließliches Eigentum des Staates. Mit der Gründung der Banco Central de Cuba im Jahr 1997 als Staatsbank mit Währungs- und Devisenaufsicht verschwand die Banco Nacional de Cuba nicht, sondern trat ihre Zentralbankfunktion an die neue Behörde ab und behielt Funktionen einer Geschäftsbank. Präsident der kubanischen Zentralbank war von ihrer Gründung bis 2009 Francisco Soberón Valdés, bis dahin Präsident der Banco Nacional de Cuba. 
Der Präsident des Zentralbank ist gleichzeitig Minister und damit Mitglied des kubanischen Ministerrates.

## Funktionen
Zu den Aufgaben der Banco Central de Cuba gehören:
- Ausgabe des Kubanischen Peso
- Sicherung der Währungsstabilität
- Verwaltung der Gold- und Währungsreserven des Landes
- Regulierung des Zahlungsverkehrs
- Funktion als Bankier der Regierung